# Corneliu Coposu

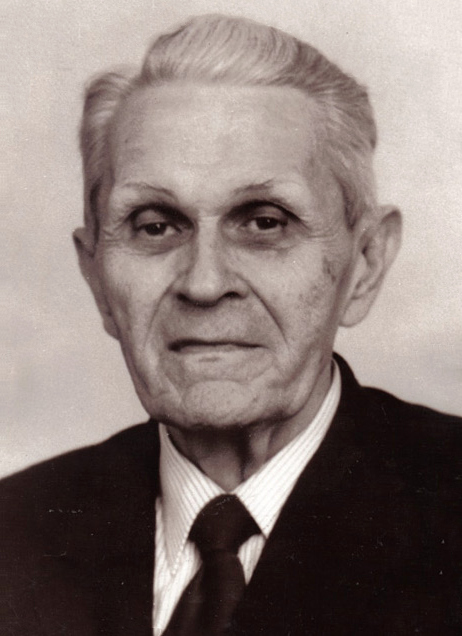
Corneliu Coposu vor 1995

Corneliu Coposu (* 20. Mai 1914 in Bobota, Österreich-Ungarn; † 11. November 1995 in Bukarest) war ein rumänischer Politiker. Der Christdemokrat war Leiter der antikommunistischen Opposition in Rumänien nach 1989.

## Leben
Geboren in Bobota, Kreis Sălaj, als Sohn des griechisch-katholischen Erzpriesters Valentin Coposu, besuchte er die Primarschule in der Gemeinde Bobota (1919–1923) und anschließend das Gymnasium „Vasile cel Mare“ in Blaj (1923–1930). Er studierte Rechts- und Wirtschaftswissenschaften an der Universität Klausenburg (1930–1934).
Corneliu Coposu wuchs in einer Familie auf, die eine intensive politische Tätigkeit im Rahmen der Nationalen Rumänischen Partei, für die Anerkennung der Rechte der rumänischen Bevölkerung im österreichisch-ungarischen Kaiserreich entfaltete. Der Vater, Valentin Coposu, ein energischer Kämpfer für die rumänische Sache in Siebenbürgen, wurde in Vác, Szegedin und Budapest unter der Beschuldigung des Hochverrats verhaftet.

## Politische Karriere
Er begann seine politische Karriere als Privatsekretär von Iuliu Maniu (1937–1940) und war 17 Jahre politischer Häftling im kommunistischen Rumänien. Im April 1964 wurde er aus der Haft entlassen, nach einer 17-jährigen Haft in den Gefängnissen von Văcărești, Jilava, Pitești, Malmaison, Craiova, Aiud, Râmnicu Sărat, Poarta Albă, Capul Midia, am Donau-Schwarzmeer-Kanal, in Gherla und Sighetu Marmației.
Nach der Rumänischen Revolution von 1989 etablierte er die Partidul Național Țărănesc Creștin Democrat aufs Neue. Er wurde beim ersten Kongress der Partei am 27. September 1991 wieder zum Vorsitzenden der PNȚCD und am 27. September 1992 zum Senator für Bukarest gewählt.

## Auszeichnungen
- Im Mai 1995 wurde er mit dem Orden Offizier der Ehrenlegion, dem höchsten Orden Frankreichs ausgezeichnet.[1]
- Am 14. November 1995 wurde er posthum zum Ehrenbürger der Stadt Timișoara ernannt.[2]
- 1996 wurde in Bukarest, auf dem Piața Revoluției, neben der Biserica Kretzulescu seine Büste feierlich enthüllt. Die Büste ist das Werk des rumänischen Bildhauers Mihai Buculei.